# Helmighausen
Helmighausen ist ein Ortsteil der Stadt Diemelstadt im nordhessischen Landkreis Waldeck-Frankenberg.

## Geografische Lage
Helmighausen liegt im Westen von Diemelstadt im sog. Roten Land am Rand des Naturpark Teutoburger Wald / Eggegebirge. Durch den Ort verläuft die Landesstraße 3198.

## Geschichte

### Ortsgeschichte
Das Dorf entstand wahrscheinlich um 500 n. Chr. Die älteste bekannte schriftliche Erwähnung von Helmighausen erfolgte unter dem Namen Helmeringhusen im Jahr 1046 in einer Urkunde der Propstei Marsberg. Diese Urkunde ist eine Abschrift aus dem 17. Jahrhundert. Im Original erhalten ist eine Urkunde der Propstei aus dem Jahr 1304, in der Helmelinchusen erwähnt wird.
Der auf die Farbe hinweisende, schwer zu bearbeitende Boden, der durch die Verwitterung von roten Sandsteinen aus dem unteren Buntsandstein einstanden ist, hat der Region die Bezeichnung „Rotes Land“ gegeben. Das Ortsbild prägen gut erhaltene Fachwerkhäuser. Sehenswert ist die um 1300 erbaute Kirche.
Die Wasserburg Helmighausen wurde um 1700 abgebrochen und durch einen Gutshof mit noch heute stehendem Herrenhaus ersetzt.

### Hessische Gebietsreform (1970–1977)
Am 31. Dezember 1970 wurde die bis dahin selbständige Gemeinde Helmighausen im Zuge der Gebietsreform in Hessen auf freiwilliger Basis in die Stadt Diemelstadt eingegliedert. Für Helmighausen, wie für alle durch die Gebietsreform nach Diemelstadt eingegliederten Gemeinden, wurde ein Ortsbezirk mit Ortsbeirat und Ortsvorsteher nach der Hessischen Gemeindeordnung eingerichtet.

### Verwaltungsgeschichte im Überblick
Die folgende Liste zeigt die Staaten und Verwaltungseinheiten, denen Helmighausen angehört(e):
- vor 1712: Heiliges Römisches Reich, Grafschaft Waldeck, Amt Rhoden
- ab 1712: Heiliges Römisches Reich, Fürstentum Waldeck, Amt Rhoden
- ab 1807: Fürstentum Waldeck, Amt Rhoden
- ab 1815: Fürstentum Waldeck, Oberamt der Diemel
- ab 1816: Fürstentum Waldeck, Oberjustizamt der Diemel
- ab 1850: Fürstentum Waldeck-Pyrmont (seit 1849), Kreis der Twiste[Anm. 1]
- ab 1867: Fürstentum Waldeck-Pyrmont, Kreis der Twiste
- ab 1871: Deutsches Reich, Fürstentum Waldeck-Pyrmont, Kreis der Twiste
- ab 1919: Deutsches Reich, Freistaat Waldeck-Pyrmont, Kreis der Twiste
- ab 1929: Deutsches Reich, Freistaat Preußen, Provinz Hessen-Nassau, Regierungsbezirk Kassel, Kreis der Twiste
- ab 1942: Deutsches Reich, Freistaat Preußen, Provinz Hessen-Nassau, Regierungsbezirk Kassel, Landkreis Waldeck
- ab 1944: Deutsches Reich, Freistaat Preußen, Provinz Kurhessen, Regierungsbezirk Kassel, Landkreis Waldeck
- ab 1945: Deutsches Reich, Amerikanische Besatzungszone, Groß-Hessen, Regierungsbezirk Kassel, Landkreis Waldeck
- ab 1946: Deutsches Reich, Amerikanische Besatzungszone, Hessen, Regierungsbezirk Kassel, Landkreis Waldeck
- ab 1949: Bundesrepublik Deutschland, Hessen, Regierungsbezirk Kassel, Landkreis Waldeck
- ab 1971: Bundesrepublik Deutschland, Hessen, Regierungsbezirk Kassel, Landkreis Waldeck, Stadt Diemelstadt
- ab 1974: Bundesrepublik Deutschland, Hessen, Regierungsbezirk Kassel, Landkreis Waldeck-Frankenberg, Stadt Diemelstadt

## Bevölkerung

### Einwohnerstruktur 2011
Nach den Erhebungen des Zensus 2011 lebten am Stichtag dem 9. Mai 2011 in Helmighausen 351 Einwohner. Darunter waren 3 (0,8 %) Ausländer.
Nach dem Lebensalter waren 51 Einwohner unter 18 Jahren, 159 waren zwischen 18 und 49, 69 zwischen 50 und 64 und 72 Einwohner waren älter. Die Einwohner lebten in 150 Haushalten. Davon waren 39 Singlehaushalte, 39 Paare ohne Kinder und 54 Paare mit Kindern, sowie 12 Alleinerziehende und 6 Wohngemeinschaften. In 27 Haushalten lebten ausschließlich Senioren und in 96 Haushaltungen leben keine Senioren.

### Einwohnerentwicklung
Quelle: Historisches Ortslexikon
- 1541: 29 Häuser
- 1620: 32 Häuser
- 1650: 24 Häuser
- 1738: 35 Häuser
- 1770: 55 Häuser, 261 Einwohner

| Helmighausen: Einwohnerzahlen von 1770 bis 2020 | Helmighausen: Einwohnerzahlen von 1770 bis 2020 | Helmighausen: Einwohnerzahlen von 1770 bis 2020 | Helmighausen: Einwohnerzahlen von 1770 bis 2020 | Helmighausen: Einwohnerzahlen von 1770 bis 2020 |
| --- | ----------------------------------------------- | ----------------------------------------------- | ----------------------------------------------- | ----------------------------------------------- |
| Jahr |                                                 |                                                 |                                                 | Einwohner                                       |
| 1770 | 1770                                            |                                                 | 261                                             | 261                                             |
| 1800 | 1800                                            |                                                 | ?                                               | ?                                               |
| 1834 | 1834                                            |                                                 | 435                                             | 435                                             |
| 1840 | 1840                                            |                                                 | 487                                             | 487                                             |
| 1846 | 1846                                            |                                                 | 516                                             | 516                                             |
| 1852 | 1852                                            |                                                 | 522                                             | 522                                             |
| 1858 | 1858                                            |                                                 | 468                                             | 468                                             |
| 1864 | 1864                                            |                                                 | 475                                             | 475                                             |
| 1871 | 1871                                            |                                                 | 448                                             | 448                                             |
| 1875 | 1875                                            |                                                 | 449                                             | 449                                             |
| 1885 | 1885                                            |                                                 | 413                                             | 413                                             |
| 1895 | 1895                                            |                                                 | 453                                             | 453                                             |
| 1905 | 1905                                            |                                                 | 422                                             | 422                                             |
| 1910 | 1910                                            |                                                 | 398                                             | 398                                             |
| 1925 | 1925                                            |                                                 | 365                                             | 365                                             |
| 1939 | 1939                                            |                                                 | 374                                             | 374                                             |
| 1946 | 1946                                            |                                                 | 555                                             | 555                                             |
| 1950 | 1950                                            |                                                 | 516                                             | 516                                             |
| 1956 | 1956                                            |                                                 | 385                                             | 385                                             |
| 1961 | 1961                                            |                                                 | 377                                             | 377                                             |
| 1967 | 1967                                            |                                                 | 450                                             | 450                                             |
| 1980 | 1980                                            |                                                 | ?                                               | ?                                               |
| 1990 | 1990                                            |                                                 | ?                                               | ?                                               |
| 2000 | 2000                                            |                                                 | ?                                               | ?                                               |
| 2011 | 2011                                            |                                                 | 351                                             | 351                                             |
| 2020 | 2020                                            |                                                 | 331                                             | 331                                             |
| Datenquelle: Historisches Gemeindeverzeichnis für Hessen: Die Bevölkerung der Gemeinden 1834 bis 1967. Wiesbaden: Hessisches Statistisches Landesamt, 1968. Weitere Quellen: LAGIS; Zensus 2011 |                                                 |                                                 |                                                 |                                                 |

### Historische Religionszugehörigkeit
| • 1885: | 442 evangelische (= 97,57 %), 11 katholische (= 2,43 %) Einwohner |
| • 1961: | 341 evangelische (= 90,45 %), 22 katholische (= 5,87 %) Einwohner |

## Sehenswürdigkeiten und Kultur
- Fachwerkhäuser
- Kirche aus dem 14. Jahrhundert mit Altar-Retabel (Triptychon) von 1621
- Nachtwächter-Denkmal am Brunnenplatz[7]
- Im Jahre 1976 wurde Helmighausen im damaligen Wettbewerb Unser Dorf soll schöner werden Landessieger.